# Hendrick (prénom)
Pour les articles homonymes, voir Hendrick.
Cette page présente le prénom Hendrick ainsi que ses variantes.
Hendrick est un prénom masculin néerlandais dérivé du prénom anglais Henry.

## Personnalités portant ce prénom
- Hendrick Aerts (1565/75-1603), peintre flamand
- Hendrick Andriessen (1607-1655), peintre flamand de natures mortes
- Hendrick van Anthonissen (en) (1605-1656), peintre néerlandais de scènes marines
- Hendrick Avercamp (1585-1634), peintre néerlandais
- Hendrick van Balen (1575-1632), peintre et décorateur de mobilier flamand
- Hendrick van Balen le Jeune (en) (1623-1661), peintre néerlandais
- Hendrick van Berckenrode (en) (c. 1565-1634), homme politique néerlandais d'Haarlem
- Hendrick Berckman (1629-1679), peintre néerlandais de l'Âge d'or
- Hendrick Bloemaert (1601/02-1672), peintre néerlandais de l'Âge d'or
- Hendrick Bogaert (en) (1630-1675), peintre néerlandais de l'Âge d'or
- Hendrik van Brederode (1531-1568), patriote bruxellois
- Hendrick van den Broeck (1520/40-1597), peintre flamand de la Renaissance tardive
- Hendrick ter Brugghen (1588-1629), peintre néerlandais
- Hendrick van der Burch (1627-1665), peintre et graveur néerlandais
- Hendrick Chin A Sen (1934-1999), homme d'État surinamais
- Hendrick Christiaensen (mort en 1616), explorateur néerlandais
- Hendrick de Clerck (c. 1570-1630), peintre baroque flamand
- Hendrik III van Cleve (1525-1589), peintre et dessinateur flamand
- Hendrick Joseph Cornelius Maria de Cocq (en) (1906-1998), prélat catholique néerlandais
- Hendrick Coning (en) (1604-c. 1660), peintre néerlandais de l'Âge d'or
- Hendrick Couturier (en) (1620-1684), peintre néerlandais de l'Âge d'or
- Hendrick Danckerts (1625-1680), peintre et graveur néerlandais
- Hendrick Joseph Dillens (1812-1872), peintre belge
- Hendrick Dubbels (en) (1621-1707), peintre néerlandais de l'Âge d'or
- Hendrick Jacobs Falkenberg (en) (c. 1640-c. 1712), colon américain
- Hendrick Fisher (en) (1697-1779), homme politique colonial du New Jersey
- Hendrick V. Fisher (en) (1846-1909), homme d'affaires et politique américain
- Hendrick Fromantiou (en) (1633-c. 1693), peintre néerlandais
- Hendrik Goudt (c. 1583-1648), peintre et graveur néerlandais
- Hendrik Hamel (1630-1692), explorateur néerlandais
- Hendrick Hansen (en) (1665-1724), maire d'Albany, État de New York
- Hendrick van der Heul (en) (1676-c. 1762), pirate néerlandais
- Hendrick van Hoven (en) (mort 1699), pirate néerlandais
- Hendrick de Keyser (1565-1621), architecte et sculpteur néerlandais
- Hendrick Hendricksen Kip (en) (1600-1685), magistrat colonial néerlandais
- Hendrick Krock (en) (1671-1738), peintre historique danois
- Hendrick Lonck (en) (1568-1634), héros naval néerlandais
- Hendrick de Meijer (en) (1620-1689), peintre de paysage néerlandais
- Hendrick Mokganyetsi (né en 1975), athlète sud-africain en 400 mètres
- Hendrick Mommers (en) (1620-1693), peintre de paysage néerlandais
- Hendrick Munnichhoven (en) (mort en 1664), peintre néerlandais
- Hendrick Vaal Neto (en) (né en 1944), diplomate angolais
- Hendrick ten Oever (en) (1639-1716), peintre néerlandais de l'Âge d'or
- Hendrick Peter Godfried Quack (en) (1834-1917), économiste et historien néerlandais
- Hendrick Petrusma (en) (né en 1942), homme politique australien
- Hendrick Ramaala (né en 1972), athlète sud-africain en courses de fond
- Hendrick van Rensselaer (1667-1740), homme d'affaires hollandais-américain
- Hendrick K. Van Rensselaer (en) (1744-1816), colonel américain durant la Guerre de Sécession
- Hendrick Schmidt (en), homme politique sud-africain
- Hendrick Sharp (en) (1815-1892), marin américain de la Guerre de Sécession
- Hendrick Snyers (en) (1611-1644), graveur baroque flamand
- Hendrick van Someren (en) (1615-1685), peintre néerlandais
- Hendrick Sorgh (en) (1666-1720), collectionneur d'art amstellodamois
- Hendrick van Streeck (en) (1659-1720), peintre d'église néerlandais
- Hendrick van Uylenburgh (c. 1587-1661), marchand d'art néerlandais
- Hendrick Cornelisz. van Vliet (c. 1611-1675), peintre néerlandais
- Hendrick Cornelisz Vroom (c. 1563-1640), peintre néerlandais
- Hendrick Waye (en) (1877-1961), joueur australien de football australien
- Hendrick Bradley Wright (en) (1808-1881), homme politique américain de Pennsylvanie
- Hendrick Zuck (né en 1990), joueur allemand de football
- Hendrick Zwaardecroon (en) (1667-1728), gouverneur-général des Indes néerlandaises